# Rubiteucris
Rubiteucris  é um gênero botânico da família Lamiaceae.

## Espécies
- Rubiteucris palmata
- Rubiteucris siccanea

## Nome e referências
Rubiteucris Kudo, 1929